# مهرزاد معدنچی
مهرزاد معدنچی (زاده ۲۰ مهر ۱۳۶۱ - شیراز) بازیکن پیشین و مربی کنونی فوتبال اهل ایران است.
وی سابقه حضور در جام جهانی ۲۰۰۶ آلمان را دارد. همچنین وی در تیم‌هایی مانند فجر سپاسی، پرسپولیس، استیل‌آذین و چند تیم فوتبال اماراتی بازی کرده‌است.